# Äktenskapsbrottaren
Pour plus de détails, voir Fiche technique et Distribution.
Äktenskapsbrottaren est un film suédois réalisé par Hasse Ekman, sorti en 1964. Le film est tiré de la pièce L'Hôtel du libre échange de Georges Feydeau et Maurice Desvallières.

## Fiche technique
- Titre : Äktenskapsbrottaren
- Réalisation : Hasse Ekman
- Scénario : Hasse Ekman d'après la pièce L'Hôtel du libre échange de Georges Feydeau et Maurice Desvallières
- Photographie : Martin Bodin
- Montage : Carl-Olov Skeppstedt
- Musique : Georg Riedel
- Pays d'origine : Suède
- Format : Noir et blanc - 1,37:1 - Mono
- Genre : comédie
- Date de sortie : 1964

## Distribution
- Gunnar Björnstrand : Herr Fotograf Fäger
- Siv Ericks : Fru Fäger
- Birgitta Andersson : Fru Korpulin
- Carl-Gustaf Lindstedt : Herr Byrårådet Korpulin
- Sigge Fürst : Herr Konduktören
- Sven Lindberg : Herr Pettersson-Rask
- Stig Grybe : Herr Bror Victorin
- Gösta Ekman : Herr Sixten
- Olof Thunberg : Herr Kommissarie Vilja
- Lis Nilheim : Fröken Vilda